# NROL-76
NROL-76 (nebo také USA-276) je tajná americká družice, kterou 1. května 2017 vynesla z floridského kosmodromu raketa Falcon 9 FT soukromé společnosti SpaceX. Satelit vyrobila firma Ball Aerospace a měl by být založený na platformě BCP 5000. Přesná funkce satelitu je tajná a krátce po startu se mělo za to, že by mohlo jít o náhradu snímkovacího satelitu NROL-21 (USA-193), který po závadě sestřelila armáda Spojených států. Později se ale z pozorování ukázalo, že satelit své pozorování zaměřuje spíše na ISS.

## Průběh startu

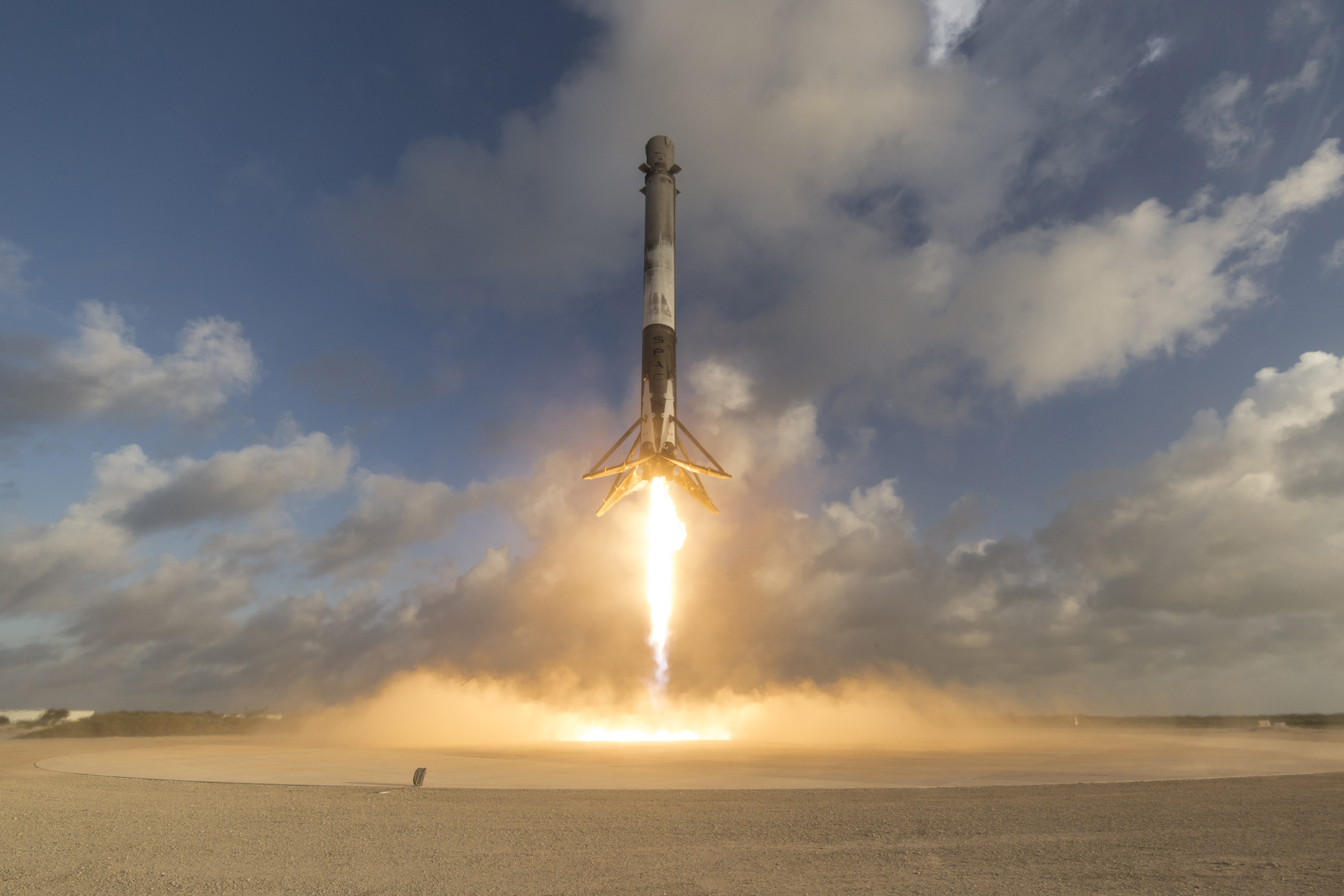
Přistání prvního stupně na LZ-1

Původně se mělo startovat 30. dubna, ale kvůli vadnému čidlu teploty LOX na prvním stupni se odpočet přerušil 52 sekund před startem, takže došlo k odkladu na 1. květen 2017. To už Falcon 9 FT odstartoval. První stupeň měl k dispozici dostatek paliva k přistání na Landing Zone 1. Jelikož byl vynášený náklad tajný, tak se veškerá pozornost kamer soustředila na první stupeň, takže jsou k dispozici dříve neviděné záběry. První stupeň úspěšně přistál, i když výškové větry byly na hranici rychlosti, při které může první stupeň ještě přistát.
Také došlo již k druhému pokusu o záchranu jedné poloviny aerodynamického krytu. Tomu se podařilo přistát na mořské hladině pomocí klouzavého padáku přibližně 6 kilometrů od cíle.
Poprvé SpaceX testovala dlouhou pasivní letovou část druhého stupně. Šlo o přípravu na plánovaný pokus o záchranu druhého stupně rakety Falcon Heavy. Let trval několik hodin a sledoval se při něm stav stupně. Let byl zakončený úspěšným deorbitačním zážehem a poté stupeň zanikl v atmosféře.

## Účel satelitu
Informace, které byly zveřejněny těsně před startem v souvislosti s deorbitem druhého stupně naznačovaly, že náklad bude vynesený na nízkou, přibližně kruhovou oběžnou dráhu ve výšce přibližně 360 kilometrů se sklonem asi 50°. To ale odborníkům, kteří se snažili objasnit účel satelitu moc nepomohlo, protože všechny známé satelity NRO se nacházejí na jiných typech drah. Pozorovatelé pracovali i s myšlenkou, že se satelit přesunul na jinou dráhu, která by dávala větší smysl, ale 24. května 2017 Leo Barhost, holandský pozorovatel satelitů, zpozoroval na obloze nový, nekatalogizovaný objekt, který parametry dráhy odpovídal satelitu USA-276.
Z další analýzy vyplynulo, že satelit má dráhu velice podobnou té, po které obíhá ISS. Konkrétně 3. června 2017 provedl satelit až 12 přiblížení k ISS na vzdálenost menší než 200 kilometrů, při jednom z oběhů se přiblížil dokonce jen na 6,4 km (±2 km). Bezpečná zóna kolem ISS má přitom rozměry 10×4×4 km a když se nějaký objekt dostane do tohoto prostoru je okamžitě vydané varování. Při svém maximálním přiblížení satelit přilétal ze strany, kde je bezpečná hranice 4 km od stanice, takže nedošlo k narušení bezpečnostní zóny. Satelit při těchto průletech nijak aktivně nemanévroval, veškerá přiblížení byla způsobena malým rozdílem ve sklonech drah.